# X (فلم 2022)
X هو فيلم تقطيع أمريكي من تأليف وإخراج تي ويست وبطولة ميا جوث، جينا أورتيغا، مارتن هندرسون، كيد كودي وبريتاني سنو.

## وصلات خارجية
- مقالات تستعمل روابط فنية بلا صلة مع ويكي بيانات